# William Sharon
William Tang Sharon (9 de enero de 1821 - 13 de noviembre de 1885) fue un abogado estadounidense enriquecido por el auge de las minas de plata de la Veta Comstock, elegido Senador por el estado de Nevada entre 1875 y 1881.

## Primeros años
Sharon nació en Smithfield, Ohio, en 1821, hijo de William Sharon y Susan Kirk. Asistió a la Universidad de Ohio, y después de estudiar derecho en San Luis, Misuri, obtuvo su habilitación colegiada. Además de ejercer la abogacía, se involucró en actividades comerciales en Carrollton, Illinois.

## Carrera en el oeste

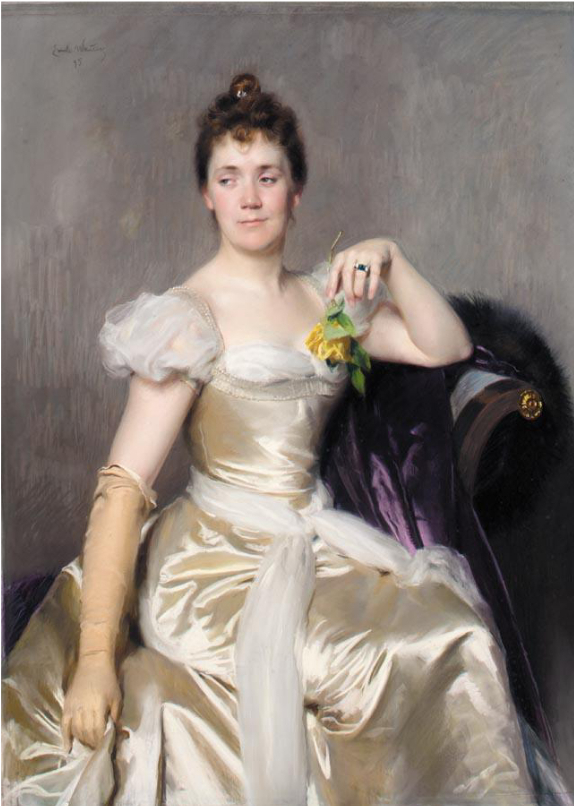
Retrato de su hija Lady Fermor-Hesketh, por Emile Wauters, 1895.

Sharon se mudó a California en 1849, acompañado por su amigo John Douglas Fry (1819-1901). Ambos se involucraron en negocios juntos por un corto tiempo en Sacramento. Sharon luego se mudó a San Francisco en 1850, donde se ocupó de la gestión de inmuebles. En 1852, se casó con Maria Malloy (1832-1875). Se trasladó a Virginia City (Nevada) en 1864 como gerente de la sucursal del Bank of California y se interesó en la minería de la plata.
Era socio comercial de William Chapman Ralston, fundador del Banco de California. Ambos se beneficiaron enormemente al prestar dinero para operaciones mineras, y posteriormente ejecutando los derechos de esas operaciones cuando los propietarios incumplían los pagos de sus deudas.
William Sharon adquirió muchos de los activos de Ralston en 1875, coincidiendo con el colapso del imperio financiero y el fallecimiento de Ralston. Algunos de sus contemporáneos pensaron que en realidad contribuyó a la crisis de las finanzas de su socio, siendo ciertamente el principal beneficiario de los activos de Ralston. Esos activos incluían el Palace Hotel en San Francisco y Ralston Hall en Belmont (California).
Su hija Clara se casó con Francis G. Newlands, quien se convirtió en congresista y senador por Nevada. También fue el padre de Florence Emily Sharon, quien se casó con sir Thomas George Fermor-Hesketh, 7º Baronet.

## Senador
Fue elegido para el Senado de los Estados Unidos por Nevada como representante del Partido Republicano, ocupando el cargo desde el 4 de marzo de 1875 hasta el 3 de marzo de 1881. Fue presidente de ,a Comisión sobre Minas y Minería en el 45 Congreso de los Estados Unidos.

## Años posteriores

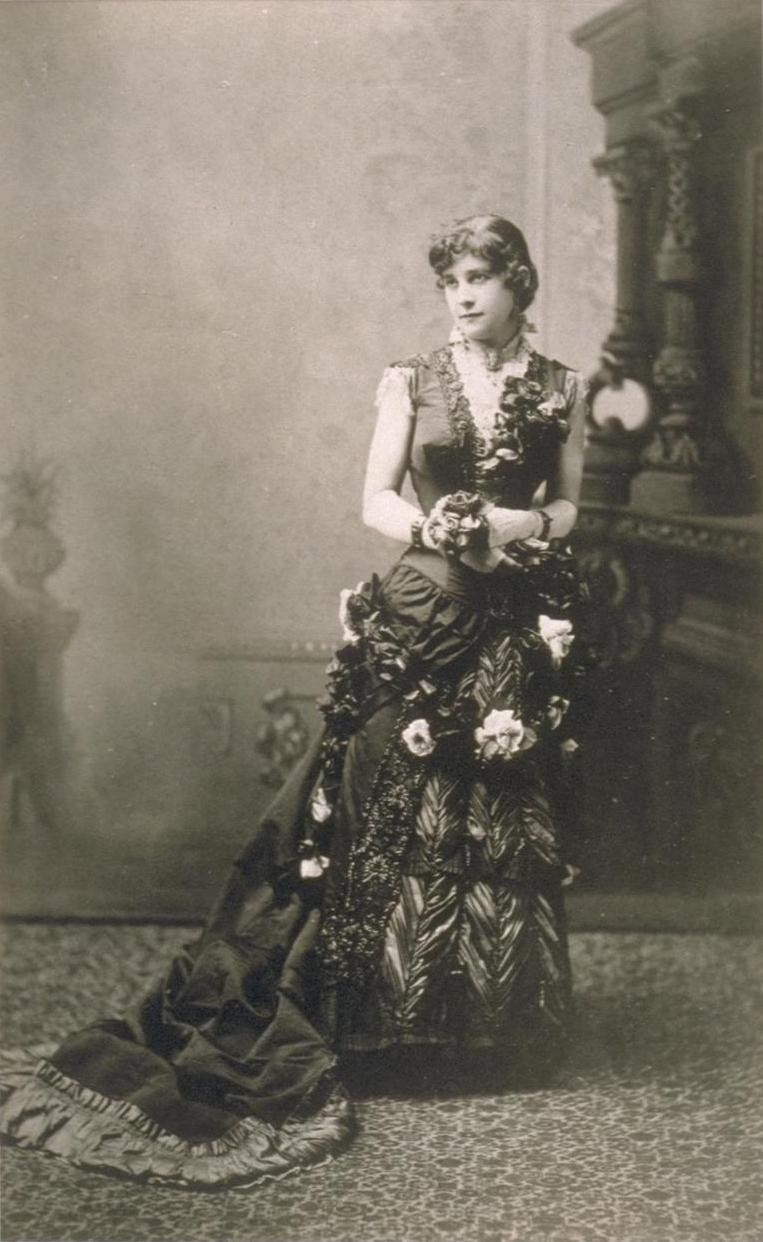
Sarah Althea Hill

Residió en San Francisco hasta su muerte en 1885. Fue enterrado en el cementerio de Laurel Hill en San Francisco.
Sus últimos años vieron una batalla legal que fue uno de los escándalos más aireados de su tiempo. En 1883 se hizo público que el senador Sharon, entonces viudo, presuntamente se había casado en secreto con una mujer llamada Sarah Althea Hill, con la que había mantenido una relación amorosa durante varios años. Sharon presentó una demanda para que este supuesto matrimonio fuera cancelado. El fallo (a su favor) se emitió después de su muerte, pero los procedimientos judiciales consiguientes se prolongaron en sucesivos juicios, cada vez más escandalosos, en los que se pudo presenciar una pelea en la que se blandió un cuchillo de monte en la sala del Tribunal de Circuito para el Distrito Norte de California (durante un altercado entre el Juez Stephen Johnson Field de la Corte Suprema de los Estados Unidos y David S. Terry, un exjuez principal de la Corte Suprema de California, abogado de Althea Hill, y con la que se había casado) y la muerte de Terry abatido por los disparos de un agente de escolta del gobierno de EE. UU., cuando Terry abofeteó a Field al coincidir ambos en la sala de desayunos de un hotel del ferrocarril de California en Lathrop. El caso culminó con una decisión histórica de la Corte Suprema de los EE. UU. en el caso "In re Neagle (Cunningham v .Neagle)", sobre la supremacía de la ley federal sobre la ley estatal. 135 U.S. 1; 10 S. Ct. 658; 34 L. Ed. 55 (1890). Su batalla legal fue la inspiración para la novela de Eleazar Lipsky, "The Devil's Daughter" (1969).
Althea Hill, tras la muerte de Terry, desarrolló una esquizofrenia y acabó ingresada en un centro psiquiátrico en 1892, donde falleció en 1937.

## Lecturas relacionadas
- Makley, Michael J. (2006). The Infamous King Of The Comstock: William Sharon And The Gilded Age In The West. University of Nevada Press.

- Datos: Q3568949
- Multimedia: William Sharon / Q3568949